# Босанч
Босанч (рум. Bosanci) — село у повіті Сучава в Румунії. Входить до складу комуни Босанч.
Село розташоване на відстані 350 км на північ від Бухареста, 8 км на південний схід від Сучави, 107 км на північний захід від Ясс.

## Населення
За даними перепису населення 2002 року у селі проживали 5950 осіб.
Національний склад населення села:
| Національність | Кількість осіб | Відсоток |
| -------------- | -------------- | -------- |
| румуни         | 5800           | 97,5%    |
| цигани         | 149            | 2,5%     |

Рідною мовою назвали:
| Мова      | Кількість осіб | Відсоток |
| --------- | -------------- | -------- |
| румунська | 5801           | 97,5%    |
| циганська | 149            | 2,5%     |